# James Whiteside McCay
Pour les articles homonymes, voir McCay.
James Whiteside McCay, né le 21 décembre 1864 à Ballynure (en) et mort le 1er octobre 1930 à Melbourne, est un militaire et homme politique australien.
Il est notamment ministre de la Défense en 1904-1905.
Il s'illustre sur le plan militaire lors de la Première Guerre mondiale.